# Garo: Red Requiem
Garo: Red Requiem (牙狼〈GARO〉〜RED REQUIEM〜?)  è un film del 2010 diretto da Keita Amemiya. Si tratta del primo film del franchise di Garo e vede il ritorno del cavaliere makai Kōga Saejima, a distanza di quattro anni dalle due puntate televisive di Garo Special: Byakuya no Majū. 

## Trama
Il cavaliere makai Kōga Saejima, conosciuto con il titolo di Garo, il cavaliere d'oro, ha il compito di eliminare un potente "apostolo orrore" che si nasconde in città. I servitori dell'apostolo, Kurusu e Shion, hanno scelto come nascondiglio un club goth e adescano via via delle ragazze che poi conducono in una saletta davanti a uno specchio, dove possono vedere riflessi i loro desideri. All'interno dello specchio però si trova il regno dell'apostolo, che ha l'aspetto di una donna giovane e bella, pronta a divorare le vittime. 
Durante la notte, il sacerdote makai Akaza e gli allievi Shiguto e Rekka sconfiggono un orrore con sembianze umane che aveva con sé una carrozzina con un neonato. Quest'ultimo si trasforma in un apostolo orrore conosciuto come Bebiru, "la torre demoniaca". Kōga arriva in tempo e sconfigge l'orrore indossando l'armatura dorata di Garo. I sacerdoti makai si presentano, tuttavia Rekka intima Kōga di non intromettersi nella caccia all'apostolo Karuma, "lo specchio demoniaco", perché è lei che vuole ucciderlo. 
Giunto al negozio di antichità di Akaza, Kōga apprende dai sacerdoti che non è possibile entrare nel regno di Karuma senza sacrificare la propria vita, a meno che non si utilizzi la spada demoniaca di Rubisu, che Akaza possiede in negozio. In quel modo, una volta entrati nello specchio, è possibile uccidere l'orrore e tornare indietro. Ma nessun cavaliere è mai riuscito nell'impresa.
L'anello guida di Kōga, Zaruba, non riesce a individuare l'orrore. Ma dopo aver inseguito Shion, che stava adescando una potenziale vittima in città, Kōga scopre il nascondiglio di Karuma: il club goth. All'ingresso trova dei talismani protettivi makai che impedivano di rilevare la presenza di orrori. Sopraggiunge anche Rekka, che sospetta quindi la presenza di un traditore fra i sacerdoti. 
All'interno del club, Rekka incontra Shion, che la accompagna davanti allo specchio. Rekka vede Karuma e l'orrore le mostra un'immagine distorta di suo padre, che le chiede di salvarlo. Prima che Rekka possa toccare lo specchio, interviene Kōga che lo distrugge, ma l'apostolo si sposta subito in un altro specchio lì vicino e fugge con Shion nella sala da ballo del club, piena di clienti.
Durante lo scontro, Kōga riesce soltanto a scheggiare il secondo specchio. Kurusu si trasforma in un potente demone e Kōga evoca l'armatura di Garo per combatterlo, ma questa si riflette nello specchio di Karuma e viene risucchiata nel suo regno. Soltanto l'intervento di Akaza e Shiguto salva la situazione, tuttavia Akaza ammette di essere stato lui a posizionare i talismani protettivi, per nascondere la presenza di Karuma. Rekka è infuriata con il maestro e cerca di colpirlo, ma viene fermata da Kōga e Shiguto.
Poco dopo, al rifugio di Akaza, Kōga si riprende dallo scontro con Kurusu e sente Rekka suonare un flauto. Si tratta del flauto di Kengi, il padre di Rekka, un cavaliere makai che addestrava Kōga da bambino e che è stato ucciso proprio da Karuma all'interno dello specchio.
Parlando con Akaza, Kōga scopre il motivo del suo tradimento. Egli aveva ricevuto un piccolo specchio da Karuma, dove poteva vedere sua moglie e sua figlia scomparse, sorridenti. Anche se si trattava di una pura illusione, Akaza non era riuscito a buttare via lo specchio e aveva deciso di collaborare con l'apostolo e i suoi servitori. 
Successivamente, individuato il nuovo nascondiglio di Karuma in un edificio abbandonato, Kōga e Rekka si fanno strada con l'aiuto di Akaza e Shiguto. Kōga si scontra con Kurusu e Rekka uccide Shion. Kurusu giunge più tardi sul posto e piange la morte della compagna. Egli era un artista anziano e un giorno, mentre stava dipingendo un ritratto, aveva ucciso la sua modella, che continuava a chiamare Shion, come la moglie morta in giovane età. Dopo l'omicidio, guardando in uno specchio, aveva conosciuto Karuma. Il demone aveva resuscitato Shion dal corpo della modella uccisa e Kurusu era stato ringiovanito.
Più tardi, Kōga e Rekka si scontrano nuovamente con Kurusu. Kōga riesce a tuffarsi nello specchio con l'aiuto di Rekka e della spada di Rubisu. Prima che si chiuda il portale aperto dalla spada, entrano anche Rekka e Kurusu. Il servitore si mostra nella sua vera forma umana e poi si trasforma in demone, infuriato per la morte di Shion. Kōga recupera l'armatura di Garo e lo sconfigge, scagliandosi poi contro Karuma.
All'esterno arriva Akaza, che raccoglie il flauto di Rekka e vede nello specchio gli spiriti dei cavalieri makai che sono caduti nel passato, nel tentativo di uccidere l'apostolo. Akaza decide di suicidarsi per poter entrare nello specchio e riesce a consegnare a Rekka il flauto, invitandola a suonare. La melodia rianima gli spiriti dei cavalieri che partono alla carica e Rekka fa in tempo a salutare il padre, Kengi. L'armatura di Garo riceve tutta l'energia degli spiriti e si evolve in una forma potenziata che consente a Kōga di dare il colpo di grazia a Karuma. 
Usciti dallo specchio, Kōga e Rekka incontrano Shiguto. Akaza però è fermo e immobile perché si è sacrificato. I tre piangono la sua morte. 
Il giorno successivo, Rekka e Shiguto salutano Kōga. Ma per restare in contatto nel momento del bisogno, Rekka evoca un piccolo pesce drago makai che lo seguirà. L'anello guida Zaruba propone a Kōga di chiamarlo "Kaoru".

## Personaggi e interpreti

### Personaggi principali
- Kōga Saejima, (冴島 鋼牙?), interpretato da Ryōsei Konishi.
Il cavaliere d'oro.
- Rekka, (烈花?), interpretata da Mary Matsuyama.
Sacerdotessa makai, suo padre è il cavaliere Kengi.

### Personaggi secondari
- Akaza,  (駈音?), interpretato da Yōsuke Saitō.[1]
Sacerdote makai anziano, gestisce un negozio di antichità.
- Shiguto, (シグト?), interpretato da Masahiro Kuranuki.
Sacerdote makai.
- Kurusu, (クルス?), interpretato da Shinji Kasahara.
Servitore di Karuma.
- Kenichi Kurusu, (来栖 謙一?), interpretato da Akira Nakao.
La vera forma umana di Kurusu, un artista anziano.
- Shion, (シオン?), interpretata da Hiromi Eguchi.
Servitrice di Karuma.
- Karuma, (カルマ?), interpretata da Saori Hara, doppiata da Mika Hijii. 
Orrore apostolo soprannominato "lo specchio demoniaco".
- Kengi, (剣義?), interpretato da Kanji Tsuda.
Cavaliere makai, padre di Rekka.
- Zaruba, (ザルバ?), doppiato da Hironobu Kageyama.
L'anello guida di Kōga.
- Warashi, (ワラシ?), interpretata da Ririne Sasano.
Servitrice di Karuma dalle sembianze di bambina.
- Ami, interpretata da Ami Tokito.
Ragazza divorata da Karuma.

## Produzione
Le sequenze d'azione sono state dirette dal CEO di AAC Stunts, Makoto Yokoyama (Zeiram, Power Rangers, Cutie Honey: The Live), che già aveva lavorato con Keita Amemiya nella prima serie di Garo. 

### Effetti speciali
Tohokushinsha ha deciso di realizzare il film con una tecnologia d'immagine 3D gestita da Omnibus Japan, la casa di post-produzione del suo gruppo, già responsabile degli effetti speciali della prima serie di Garo. Hanno collaborato anche altre aziende come nac Image Technology Inc. e Autodesk. I professionisti che si sono occupati degli effetti speciali sono Ichijun Kosaka (小坂一順?) (supervisione VFX) di Omnibus Japan, Kenji Sakota (迫田 憲二?)(CG) e Shigeyuki Nakagawa (中川 茂之?)(direzione VFX).

## Colonna sonora
Il produttore musicale del film è Shunji Inoue (井上 俊次?) e la colonna sonora è stata composta da Yoshichika Kuriyama (栗山 善親?) in collaborazione con Shiho Terada (寺田 志保?). Torna nel finale la sigla iconica della serie, "Savior in the Dark" del gruppo JAM Project, in una versione intitolata "Red Requiem", cantata sempre da Hironobu Kageyama e arrangiata da Shiho Terada. 

## Distribuzione

### Data di uscita
Il film è stato presentato il 12 maggio 2010 al Marché du Film del Festival di Cannes ed è uscito il 30 ottobre 2010 in Giappone.

### Edizioni home video
Il 2 agosto 2011 è stato distribuito in Blu-ray e DVD in Giappone. Il 10 aprile 2018 esce in Blu-Ray in Canada e negli Stati Uniti, in un'edizione in lingua inglese e giapponese curata da Kraken Releasing.